# Marta Capurso
Marta Capurso (Torino, 18 agosto 1980) è un'ex pattinatrice di short track italiana, vincitrice della medaglia di bronzo ai Giochi olimpici invernali di Torino 2006 nei 3000 m staffetta.

## Palmarès

### Giochi olimpici invernali
- 1 medaglia:
  - 1 bronzo (3000 m staffetta con Arianna Fontana, Katia Zini e Mara Zini a Torino 2006)

### Campionati mondiali di short track
- 3 medaglie
  - 1 argento (500 m a Göteborg 2004)
  - 2 bronzi (3000 m a Göteborg 2004; 3000 m staffetta a Minneapolis 2006)